# Separerade ägg
Separerade ägg är poeten och musikern Mattias Alkbergs debutdiktsamling som gavs ut 1992. Bland influenserna kan skönjas Lars Norén och Bruno K Öijer.